# 计算机端口 (硬件)

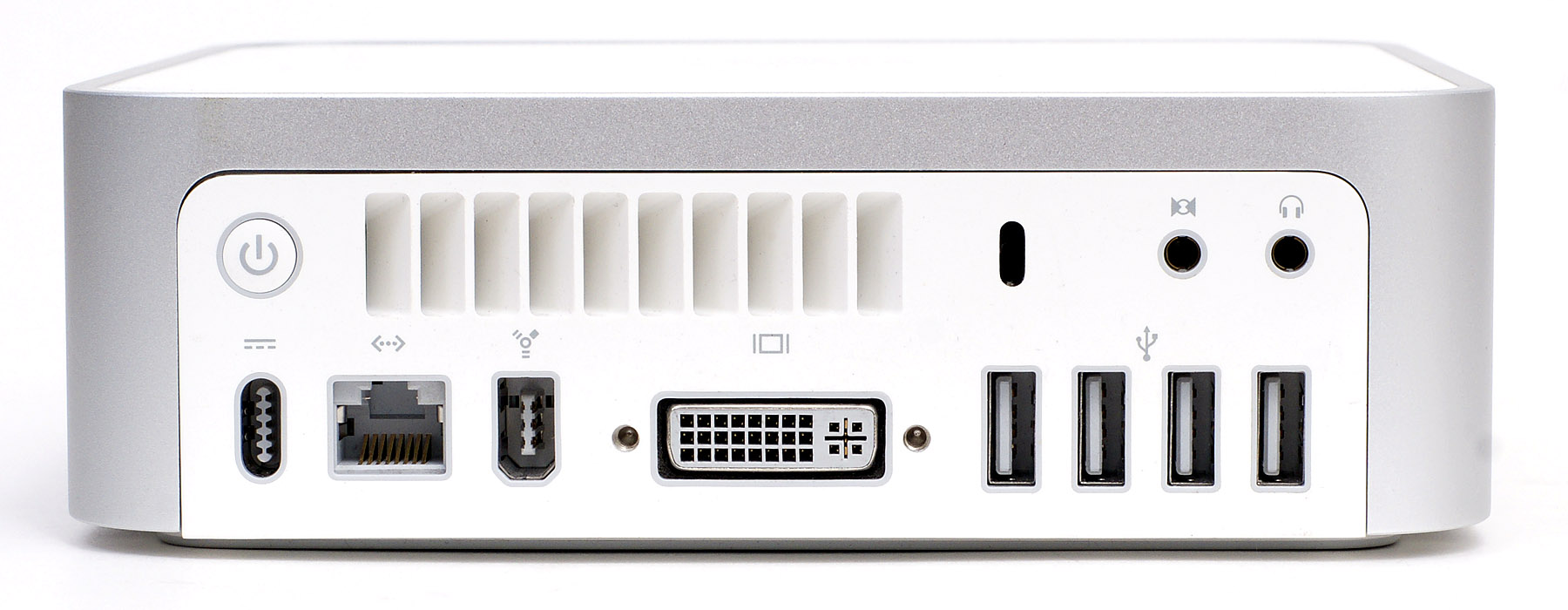
Mac mini背面的端口（2005 年）

计算机端口是计算机硬件上與其他硬件通信的部位，一根線的一頭插在計算機端口上，這根線的另一頭再與其他硬件相連，計算機就能與其他硬件（例如網絡設備）通信或者被其他硬件（外部设备）控制。计算机的端口形状多种多样，如圆形（PS/2接口）、矩形（ IEEE 1394）、梯形（D-sub）等。